# Aponogetonaceae
Aponogetonaceae is een botanische naam, voor een familie van eenzaadlobbige planten. Een familie onder deze naam wordt algemeen erkend door systemen van plantentaxonomie, en zo ook door het APG-systeem (1998) en het APG II-systeem (2003).
De familie bestaat uit één geslacht, Aponogeton, met een paar dozijn soorten. Het zijn kruidachtige, overblijvende waterplanten in tropische en subtropische gebieden, maar niet op het Amerikaanse continent, wel in Afrika, Azië en Australië.
In het Cronquist-systeem (1981) werd de familie ingedeeld in de orde Najadales.